# Elenilson da Silva
Elenilson da Silva (né le 24 janvier 1972 à Jardim) est un athlète brésilien, spécialiste du fond.
Son principal résultat est la médaille d'or du 10 000 m lors des Jeux panaméricains à Winnipeg en 1999.